# Muzzano (Piemont)
Muzzano (piemontiul: Mussan vagy Muscian) település Olaszországban, Piemont régióban, Biella megyében. Lakosainak száma 578 fő (2023. január 1.). Muzzano Sordevolo, Camburzano, Graglia és Occhieppo Superiore községekkel határos.

## Népesség
A település lakossága az elmúlt években az alábbi módon változott:
| Lakosok száma | 602  | 595  | 578  |
|               | 2017 | 2018 | 2023 |